# Нападение на Порт-Артур
Нападение на Порт-Артур в ночь на 26 января (8 февраля) — 27 января (9 февраля) 1904 года — японская эскадра без предупреждения напала на российский Порт-Артур, что стало началом русско-японской войны. Нападение японского флота началось с ночной атаки отряда миноносцев на русскую эскадру в Порт-Артуре и продолжилось с участием крупных надводных кораблей следующим утром.

## Ночная атака миноносцев 8—9 февраля 1904
Около 22:30 8 февраля 1904 года отряд из 10 японских миноносцев встретился с патрульными русскими миноносцами вблизи Порт-Артура. Русские корабли, не имея приказа, в бой не вступили. Тем не менее, в результате нервозности, вызванной этой нежеланной для японцев встречей, два японских миноносца столкнулись и отстали от остального отряда. Примерно в 00:28 9 февраля 1904, первые четыре японских миноносца вышли незамеченными к Порт-Артуру, и провели торпедную атаку против крейсера «Паллада» (получил торпеду в середину корпуса) и броненосца «Ретвизан» (торпеда попала в нос корабля). Остальные японские миноносцы были не так успешны, так как прибыли поздно, когда эффект внезапности был уже утрачен, и провели свои атаки индивидуально, без всякого согласования. Однако, они смогли торпедировать наиболее сильный корабль русской эскадры — броненосец «Цесаревич». Японский миноносец «Оборо» провел последнюю атаку около 02:00, однако к этому моменту эскадра была поднята по тревоге, а прожекторы и артиллерийский огонь русских кораблей сделали точную торпедную атаку с близкой дистанции невозможной.
Несмотря на идеальные условия для внезапной торпедной атаки, результаты были относительно скромными. Из шестнадцати выпущенных торпед, все, кроме трёх, либо прошли мимо цели, либо не взорвались (в последующие дни на дне гавани русские моряки обнаружили 2 невзорвавшиеся японские торпеды). Вместе с тем, в результате атаки были на несколько недель выведены из строя два сильнейших корабля русской эскадры, броненосцы «Ретвизан» и «Цесаревич». Та же судьба постигла и крейсер «Паллада».

## Утренний бой с участием тяжелых кораблей
После ночной атаки адмирал Того отправил своего подчинённого, вице-адмирала Дэву Сигэто, с 4 крейсерами на разведку в 08:00, чтобы оценить итоги ночной атаки и повреждения, нанесённые русскому флоту. К 09:00 отряд Дэва был достаточно близко, чтобы разглядеть русский флот сквозь утренний туман. Дэва увидел 12 броненосцев и крейсеров, три или четыре из которых казались сильно повреждёнными или выбросившимися на берег. Более мелкие суда за пределами гавани были в очевидном беспорядке. Дэва приблизился примерно на 7 км к гавани но, поскольку он остался незамеченным, пришёл к выводу, что ночная атака парализовала русскую эскадру, и поспешил с отчётом к Того.
Дэва смог убедить Того, что момент может быть исключительно удачным для немедленной атаки главными силами флота. Хотя Того предпочёл бы выманить русский флот за пределы действия береговых батарей, чрезмерно оптимистичный доклад Дэвы смог его убедить, что риск был оправдан.
При приближении к Порт-Артуру японский флот был замечен русским крейсером «Боярин», нёсшим патрулирование. «Боярин» обстрелял «Микасу» с предельной дистанции и поспешил к главным силам русского флота. В 11:00 с дистанции около 8 км началась перестрелка между флотами. Японцы сконцентрировали огонь своих 12" орудий на береговых батареях, а 8" и 6" орудий — против кораблей русской эскадры. Стрельба была не очень меткой с обеих сторон, но японцам удалось повредить «Новик» (1 попадание), «Петропавловск» (3 попадания), «Полтаву» (5 попаданий), «Диану», «Победу» (2 попадания) и «Аскольд». Скоро, однако, стало понятно, что Дэва был чересчур оптимистичен в своих оценках. В первые пять минут перестрелки «Микаса» получил прямое попадание, уничтожившее кормовой мостик и ранившее главного инженера, флаг-лейтенанта и 5 других офицеров.
В 12:20 Того приказал лечь на обратный курс. Это был рискованный манёвр, так как он подставлял японские корабли под огонь русских береговых батарей. Японские корабли успешно выполнили манёвр и быстро вышли за пределы действия русских батарей, однако «Сикисима», «Иватэ», «Фудзи» и «Хацусэ» получили прямые попадания. Несколько попаданий в момент разворота было и в крейсера адмирала Камимуры Хиконодзё. Японцы признали 11 попаданий русских снарядов в свои корабли, по мнению ряда российских авторов эта цифра сильно занижена. В этот момент «Новик», который был примерно в 3 км от японских крейсеров, выпустил торпеды. Все прошли мимо, а «Новик» получил пробоину ниже ватерлинии.

## Итоги
Бой у Порт-Артура не принес решающей победы ни одной из сторон. Потери русских составили около 150 человек, потери японцев — около 90 человек. Хотя ни с одной стороны не было потоплено ни одного корабля, несколько кораблей было повреждено. Однако у японцев были мощности по ремонту и сухой док в Сасебо, в то время как русским пришлось полагаться на весьма ограниченные ремонтные мощности Порт-Артура.
Формальное объявление войны России было сделано Японией 10 февраля 1904 года, на следующий день после боя.